# Brian Leetch
Brian Joseph Leetch, född 3 mars 1968 i Corpus Christi i Texas, är en amerikansk före detta professionell ishockeyspelare. 

## Karriär
Brian Leetch valdes som nionde spelare totalt av New York Rangers i 1986 års NHL-draft. Åren 1997–2000 var Leetch lagkapten för New York Rangers. Han innehar flera av lagets rekord, bland annat flest assists på en säsong med 80 från säsongen 1991–92. Detta år var det bästa poängmässigt för Leetch. Förutom 80 assists gjorde han också 22 mål, vilket resulterade i sammanlagt 102 poäng. Leetch var känd som en offensiv back som ofta gjorde många poäng varje säsong.
Leetch gjorde sig snabbt känd i NHL som en av de bästa offensiva backarna ligan skådat. Han blev hösten 2005 den sjunde backen i NHL:s historia som gjort minst 1000 poäng. Han blev den förste icke-kanadensaren som tilldelades Conn Smythe Trophy som Stanley Cup-slutspelets mest värdefulle spelare. Han vann poängligan i slutspelet detta år, 1994, när New York Rangers tog sin första Stanley Cup-titel sedan 1940.
1998 samlade tidningen The Hockey News ihop en kommitté av 50 hockeyexperter bestående av före detta NHL-spelare, journalister, TV-bolag, tränare och styrelsemedlemmar för att göra en lista över de 100 bästa spelarna i NHL:s historia. Experterna röstade fram Brian Leetch på plats 71.
Den 24 januari 2008 pensionerades Leetch tröja #2 av New York Rangers som tack för hans insatser i klubben. Den 23 juni 2009 valdes han också in i NHL Hockey Hall of Fame.

## Statistik
| 1983–84    | Cheshire High School  | HS         | 28   | 52  | 49  | 101  | 24  | —  | —  | —  | —  | —  |
| 1984–85    | Avon Old Farms        | HS         | 26   | 30  | 46  | 76   | 15  | —  | —  | —  | —  | —  |
| 1985–86    | Avon Old Farms        | HS         | 28   | 40  | 44  | 84   | 18  | —  | —  | —  | —  | —  |
| 1986–87    | Boston College Eagles | NCAA       | 37   | 9   | 38  | 47   | 10  | —  | —  | —  | —  | —  |
| 1987–88    | New York Rangers      | NHL        | 17   | 2   | 12  | 14   | 0   | —  | —  | —  | —  | —  |
| 1988–89    | New York Rangers      | NHL        | 68   | 23  | 48  | 71   | 50  | 4  | 3  | 2  | 5  | 2  |
| 1989–90    | New York Rangers      | NHL        | 72   | 11  | 45  | 56   | 26  | —  | —  | —  | —  | —  |
| 1990–91    | New York Rangers      | NHL        | 80   | 16  | 72  | 88   | 42  | 6  | 1  | 3  | 4  | 0  |
| 1991–92    | New York Rangers      | NHL        | 80   | 22  | 80  | 102  | 26  | 13 | 4  | 11 | 15 | 4  |
| 1992–93    | New York Rangers      | NHL        | 36   | 6   | 30  | 36   | 26  | —  | —  | —  | —  | —  |
| 1993–94    | New York Rangers      | NHL        | 84   | 23  | 56  | 79   | 27  | 23 | 11 | 23 | 34 | 6  |
| 1994–95    | New York Rangers      | NHL        | 48   | 9   | 32  | 41   | 18  | 10 | 6  | 8  | 14 | 8  |
| 1995–96    | New York Rangers      | NHL        | 82   | 15  | 70  | 85   | 30  | 11 | 1  | 6  | 7  | 4  |
| 1996–97    | New York Rangers      | NHL        | 82   | 20  | 58  | 78   | 40  | 15 | 2  | 8  | 10 | 6  |
| 1997–98    | New York Rangers      | NHL        | 76   | 17  | 33  | 50   | 32  | —  | —  | —  | —  | —  |
| 1998–99    | New York Rangers      | NHL        | 82   | 13  | 42  | 55   | 42  | —  | —  | —  | —  | —  |
| 1999–00    | New York Rangers      | NHL        | 50   | 7   | 19  | 26   | 20  | —  | —  | —  | —  | —  |
| 2000–01    | New York Rangers      | NHL        | 82   | 21  | 58  | 79   | 34  | —  | —  | —  | —  | —  |
| 2001–02    | New York Rangers      | NHL        | 82   | 10  | 45  | 55   | 28  | —  | —  | —  | —  | —  |
| 2002–03    | New York Rangers      | NHL        | 51   | 12  | 18  | 30   | 20  | —  | —  | —  | —  | —  |
| 2003–04    | New York Rangers      | NHL        | 57   | 13  | 23  | 36   | 24  | —  | —  | —  | —  | —  |
| 2003–04    | Toronto Maple Leafs   | NHL        | 15   | 2   | 13  | 15   | 10  | 13 | 0  | 8  | 8  | 6  |
| 2005–06    | Boston Bruins         | NHL        | 61   | 5   | 27  | 32   | 36  | —  | —  | —  | —  | —  |
| NHL totalt | NHL totalt            | NHL totalt | 1205 | 247 | 781 | 1028 | 571 | 95 | 28 | 69 | 97 | 36 |

## Utmärkelser
- Calder Memorial Trophy – 1988–89
- James Norris Memorial Trophy – 1991–92 och 1996–97
- Conn Smythe Trophy – 1993–94
- Stanley Cup 1993–94
- NHL First All-Star Team 1991–92, 1996–97
- NHL Second All-Star Team 1993–94, 1995–96
- World Cup-guld 1996
- Lester Patrick Trophy 2007
- Hockey Hall of Fame 2009